# Kisshōten

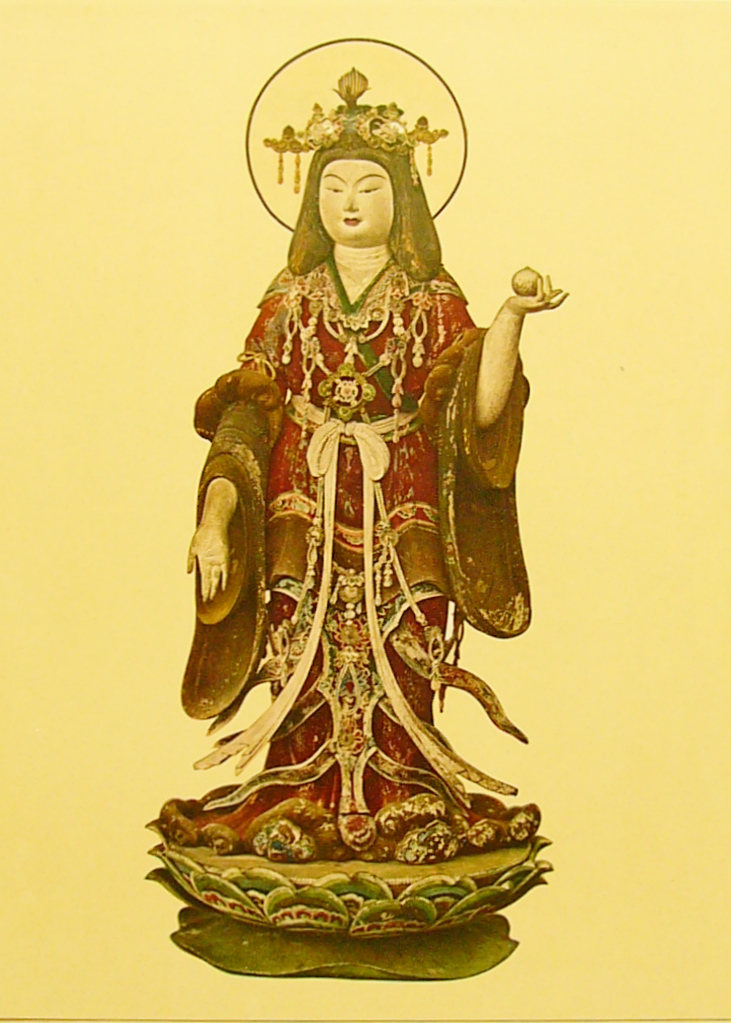
Statua di Kisshoutennyo che tiene la gemma Nyoihōju (如意宝珠), dal tempio Jōruri-ji a Kizugawa, Kyoto

Kisshōten ( 吉祥天, nota anche come Kichijōten, Kisshoutennyo (吉祥 天 女) e Kudokuten (功 徳 天) è una divinità femminile giapponese, adattata tramite il buddismo dalla dea indù Lakshmi. Kisshoutennyo è talvolta nominata come uno delle Sette Divinità della Fortuna (fukujin) al posto di Jurōjin o Fukurokuju. Ad esempio, nell'edizione del 1783 del compendio di Butsuzōzui (ristampato nel 1796), Kichijōten sostituisce Fukurokuju come uno dei sette fukujin. È considerata la dea della felicità, della fertilità e della bellezza. L'iconografia di Kisshoutennyo si distingue per la gemma Nyoihōju (如意 宝珠) nella sua mano.
Quando Kisshoutennyo è annoverata tra i sette fukujin e il collega fukujin Daikoku è considerato in forma femminile, tutte e tre le dee indù di Tridevi sono rappresentate nei Fukujin, con Daikoku che rappresenta Parvati.